# Olešná u Havlíčkova Brodu

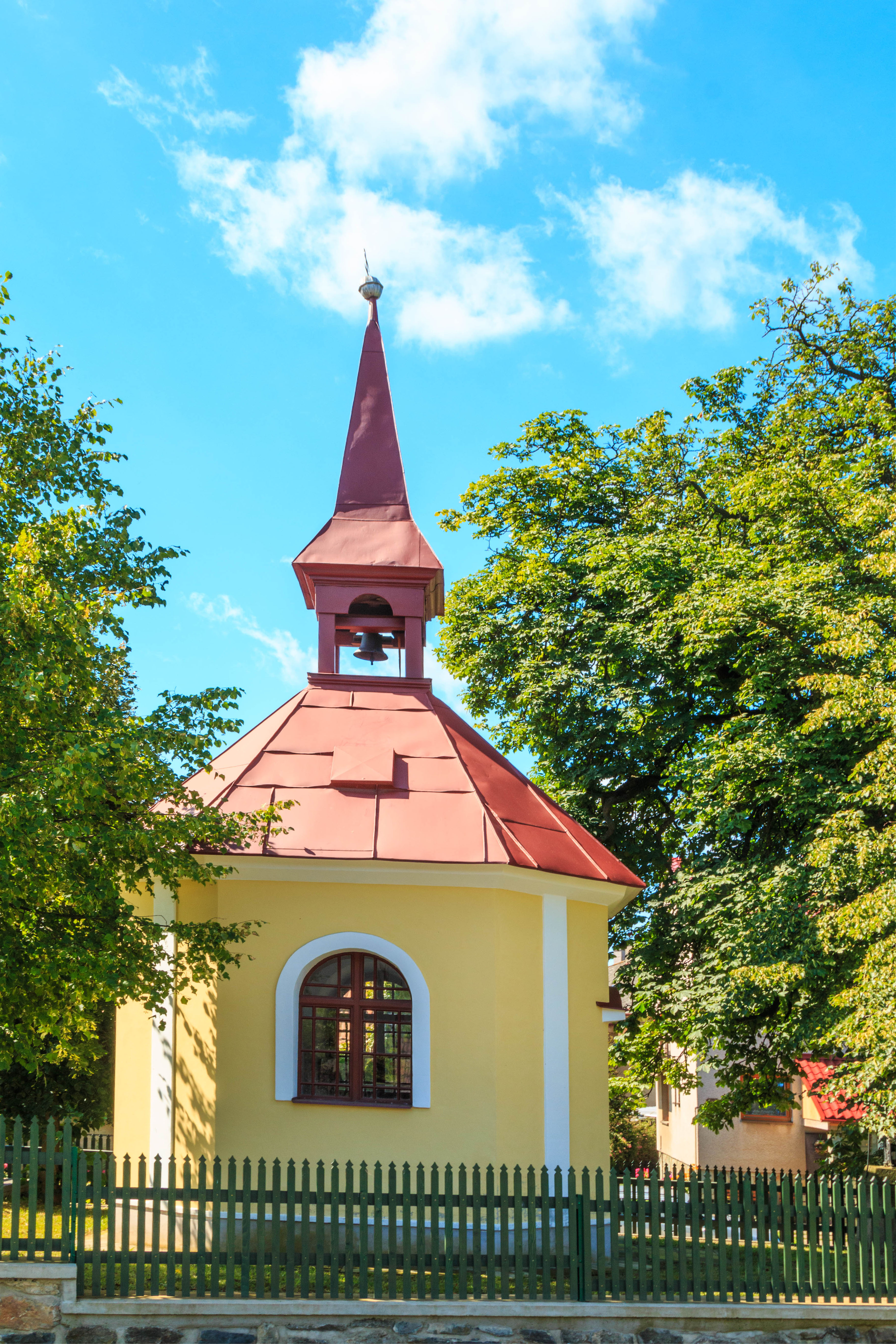
Dorfkapelle des hl. Florian

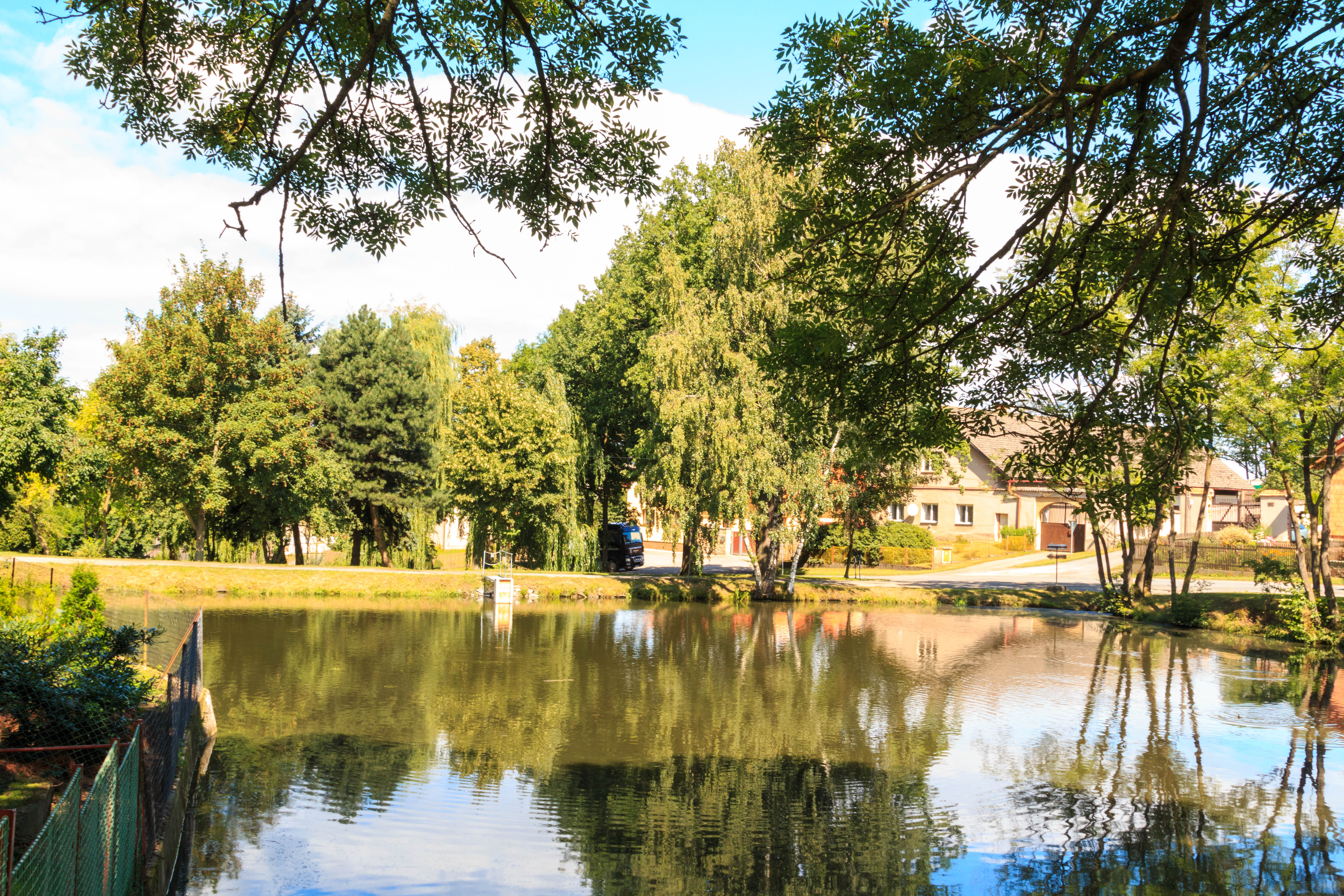
Dorfteich

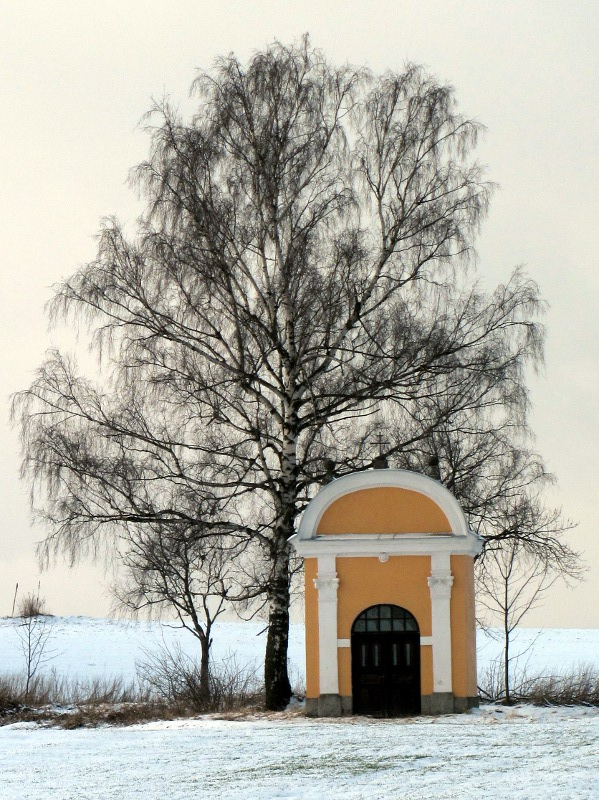
Wegkapelle des hl. Florian

Olešná (deutsch Woleschna) ist eine Gemeinde in Tschechien. Sie liegt neun Kilometer nördlich des Stadtzentrums von Havlíčkův Brod und gehört zum Okres Havlíčkův Brod.

## Geographie
Olešná befindet sich auf einem Höhenrücken in der Hornosázavská pahorkatina (Hügelland an der oberen Sázava). Westlich des Dorfes verläuft die Staatsstraße I/38 zwischen Habry und Havlíčkův Brod. Südlich entspringt der Bach Bahenský potok. Südöstlich erhebt sich der Volský vrch (Ochsenberg, 598 m n.m.), im Süden der Na Skalce (570 m n.m.) und der Karpile (565 m n.m.).
Nachbarorte sind Veselá und Sedletín im Norden, Jilem, Rankov, Lysá und Čachotín im Nordosten, Zálesí, Údolí, Horní Krupá und Kráty im Osten, Dolní Krupá, Karlov und Zbožice im Südosten, Červený Důl und Radostín im Süden, Chlum, Dolní Chlum, Lučice, Mlýn Kozinec und Kopaniny im Südwesten, Janovec im Westen sowie Skuhrov und Kámen im Nordwesten.

## Geschichte
Olešná wurde vermutlich am Übergang vom 12. zum 13. Jahrhundert in der Nähe des Haberner Landessteiges, einem bedeutsamen Handelsweg von Prag nach Mähren und Österreich, durch das Benediktinerkloster Wilmzell gegründet. Durch das Dorf führte der Kejžlicer Steig, der sich zwischen Skuhrov und Olešná mit dem Haberner Steig kreuzte.
Während der Hussitenkriege war Hynek Špetle von Žleb Besitzer des Gutes Olešná. Nach 1509 erwarb Nikolaus Trčka von Lípa das Gut und schlug es seiner Herrschaft Světlá zu. Nach der Ermordung von Adam Erdmann Trčka von Lípa konfiszierte Kaiser Ferdinand II. am 29. März 1634 dessen Güter und die seines Vaters Jan Rudolf Trčka von Lípa; das Konfiskationspatent wurde im Mai 1636 durch den Reichshofrat in Wien bestätigt.
Ferdinand II. verkaufte die konfiszierten Güter an Günstlinge. 1636 erhielt der kaiserliche General Johann Reinhard von Walmerode auf Nymburk die Herrschaft Habry und das Gut Olešná. Er zeigte wenig Interesse an dem neuen Besitz, fand dafür aber keinen Käufer. Nach der Seelenliste von 1651 lebten in dem Dorf 46 Personen. Walmerodes Sohn trennte die Güter Olešná, Dolní Krupá und Horní Krupá wieder von der Herrschaft Habry ab und verkaufte sie Johann Mencl von Bernfels. Dieser vereinigte sie zu einem Gut Unter-Kraupen. Seit dem Beginn des 18. Jahrhunderts besaßen die Freiherren Schönowetz von Ungerswerth und Adlerslöwen das Gut. Thaddäus Dismas Schönowetz ließ 1775 die Kapelle auf dem Dorfplatz erbauen. Der Meierhof Woleschna wurde 1789 emphyteutisiert. Ab 1830 wechselten die Besitzer des Gutes Ober- und Unter-Kraupen samt Woleschna in rascher Folge.
Im Jahre 1840 bestand das im Caslauer Kreis gelegene Dorf Woleschna, auch Groß-Woleschna genannt, aus 60 Häusern, in denen 378 Personen, darunter 14 protestantische Familien lebten. Im Ort gab es eine Privatkapelle des hl. Florian und ein Wirtshaus. Nach Woleschna konskribiert war die aus zwei Häusern bestehende Dominikalansiedlung Rothenthal (Červený Důl). Katholischer Pfarrort war Skuhrow. Die Protestanten waren dem Pastorat Močowitz zugeteilt. 1843 erwarb Karl Mladota von Solopisk das Gut Kraupen. Im Jahre 1847 entstand in Ober-Kraupen eine helvetische Toleranzkirche, die im Jahr darauf dem neuen Pastorat Sazau als Filiale zugeordnet wurde. Bis zur Mitte des 19. Jahrhunderts blieb Woleschna dem Gut Kraupen untertänig.
Nach der Aufhebung der Patrimonialherrschaften bildete Volešná ab 1849 eine Gemeinde im Gerichtsbezirk Deutschbrod. Ab 1868 gehörte der Ort zum Bezirk Deutschbrod. 1869 hatte Volešná 464 Einwohner und bestand aus 67 Häusern. Volešná war zu dieser Zeit ein landwirtschaftlich geprägtes Dorf; 1870 gab es im Ort einen Weber, einen Schmied und einen Stellmacher, die übrigen Bewohner waren Landwirte. Seit Ende des 19. Jahrhunderts verdiente sich ein Teil der Bewohner seinen Lebensunterhalt durch Lohnarbeit in Deutschbrod – hauptsächlich im Baugewerbe. Im Jahre 1900 lebten in Volešná 443 Menschen, 1910 waren es 425. Seit 1924 wird Olešná als Gemeindename verwendet. 1930 hatte Olešná 376 Einwohner und bestand aus 75 Häusern. Der Widerstand der Bauern gegen die Zwangskollektivierung hielt nach 1948 lange an, erst 1958 kam es zur Gründung einer JZD. In den Jahren 1974–1976 wurde im Rahmen der Aktion Z ein Kulturhaus errichtet. Zwischen 1980 und 1990 war Radostín eingemeindet. Die JZD wurde nach 1990 in die Solmilk a.s. umgewandelt. Beim Zensus von 2001 lebten in den 103 Häusern der Gemeinde 302 Personen.

## Gemeindegliederung
Für die Gemeinde Olešná sind keine Ortsteile ausgewiesen. Zu Olešná gehört der Wohnplatz Kopaniny.
Das Gemeindegebiet bildet den Katastralbezirk Olešná u Havlíčkova Brodu.

## Sehenswürdigkeiten
- Kapelle des hl. Florian auf dem Dorfplatz, errichtet um 1775 für Thaddäus Dismas Schönowetz von Ungerswerth und Adlerslöwen
- Wegekapelle des hl. Florian in den Feldern südwestlich des Dorfes über der Staatsstraße I/38, errichtet 1783